# به آن سوی ماه بروید
به آن سوی ماه بروید یا رفتن به آن سوی ماه (به انگلیسی: Go to the other side of the Moon) فیلمی هندی محصول سال ۲۰۰۶ و به کارگردانی مصطفی اینجینر است. در این فیلم بازیگرانی همچون پریتی جانگیانی، سانجای نارواکار، شاکتی کاپور، هیمانی شیوپوری، آلوک نات، رزاق خان، تج ساپرو و اوپسانا سینگ ایفای نقش کرده‌اند.